# 台州海洋世界

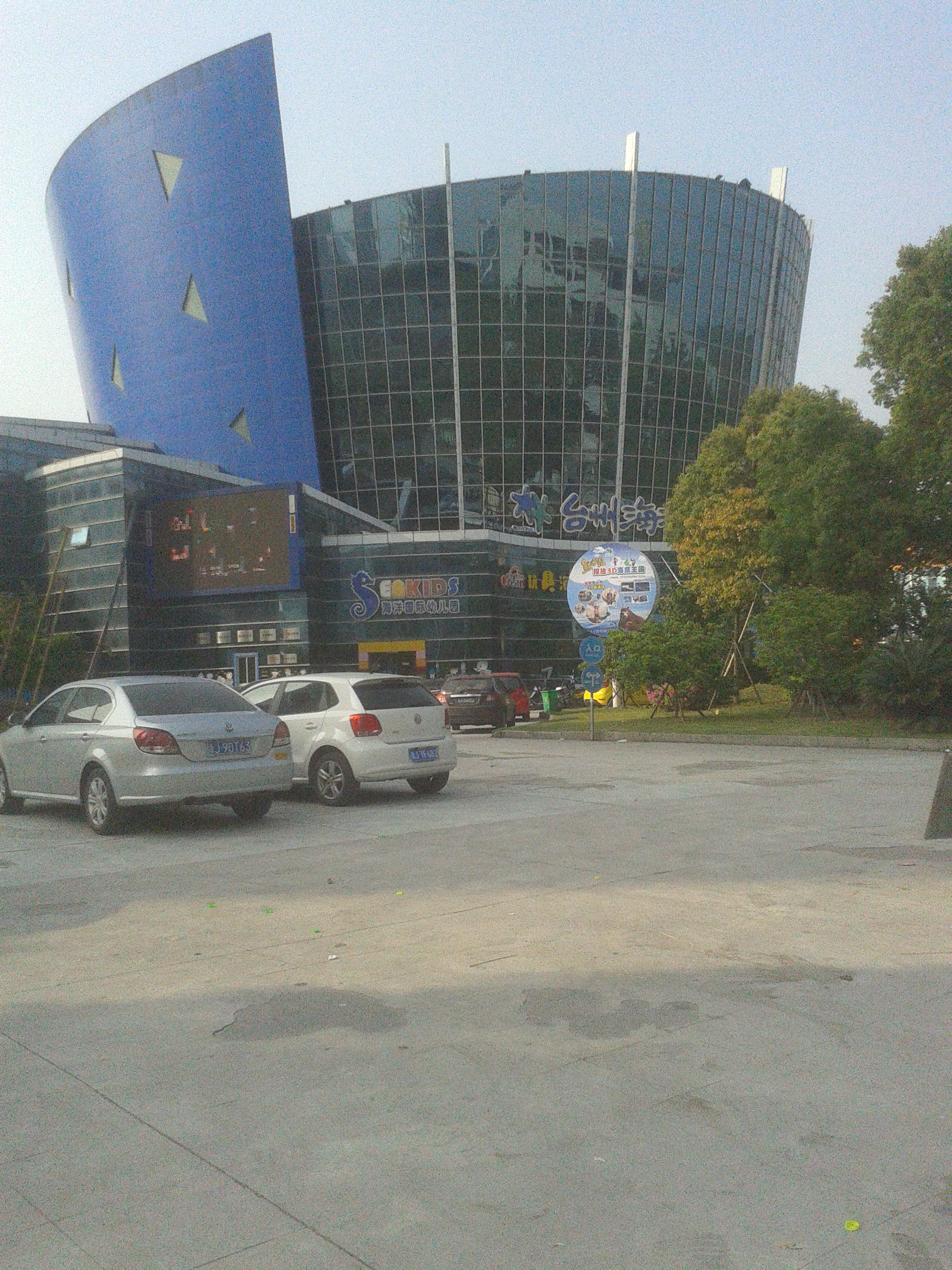
台州海洋世界

台州海洋世界位于浙江省台州市椒江區台州市民广场西北侧，占地约15.5亩，为中国最高的海洋馆，浙江省最大的海洋馆，国内首创的都市型水族馆，建筑面积8903平方米，共分五层，是全世界为数不多的从上往下参观的水族馆之一，内有海洋生物约10000余只（尾），分为热带雨林馆、珊瑚礁生物馆、海底隧道馆、等海洋生物展示和游乐设施，以及人鲨共舞、美人鱼等表演项目，于2005年5月1日正式对外开放。